# Печерниковские Выселки
Печерниковские Выселки — село в Михайловском районе Рязанской области России.
Село находится в 7 километрах от с. Печерники и в 10 километрах от г. Михайлова.

## История
Село образовано на грани XVIII и XIX вв. переселенцами из г. Печерники.
В 1801 г. населённый пункт после переноса в него из с. Печерники Никольской церкви получил статус села.
До 1924 года деревня входила в состав Мишинской волости (Печерниковской) Михайловского уезда Рязанской губернии.

## Население
| 1859 | 1897  | 1906  | 1929  | 2010 |
| ---- | ----- | ----- | ----- | ---- |
| 1658 | ↗2398 | ↗3031 | ↗3975 | ↘121 |

## Этимология
- Второй компонент названия образован от народного геофафического термина выселки «небольшой поселок, отделившийся от другого селения, хутор»; первый — указывает на прежнее местожительство переселенцев — c. Печерники.
- В справочнике[7] название указывается в форме Печерне-Выселки, которая отражает присущую разговорно-бытовой речи тенденцию к сокращению составных топонимов.
- Наряду с названием Печерниковские Выселки использовалось и другое — Козловские Выселки, которое было дано по ручью Козловка.

## Никольский храм

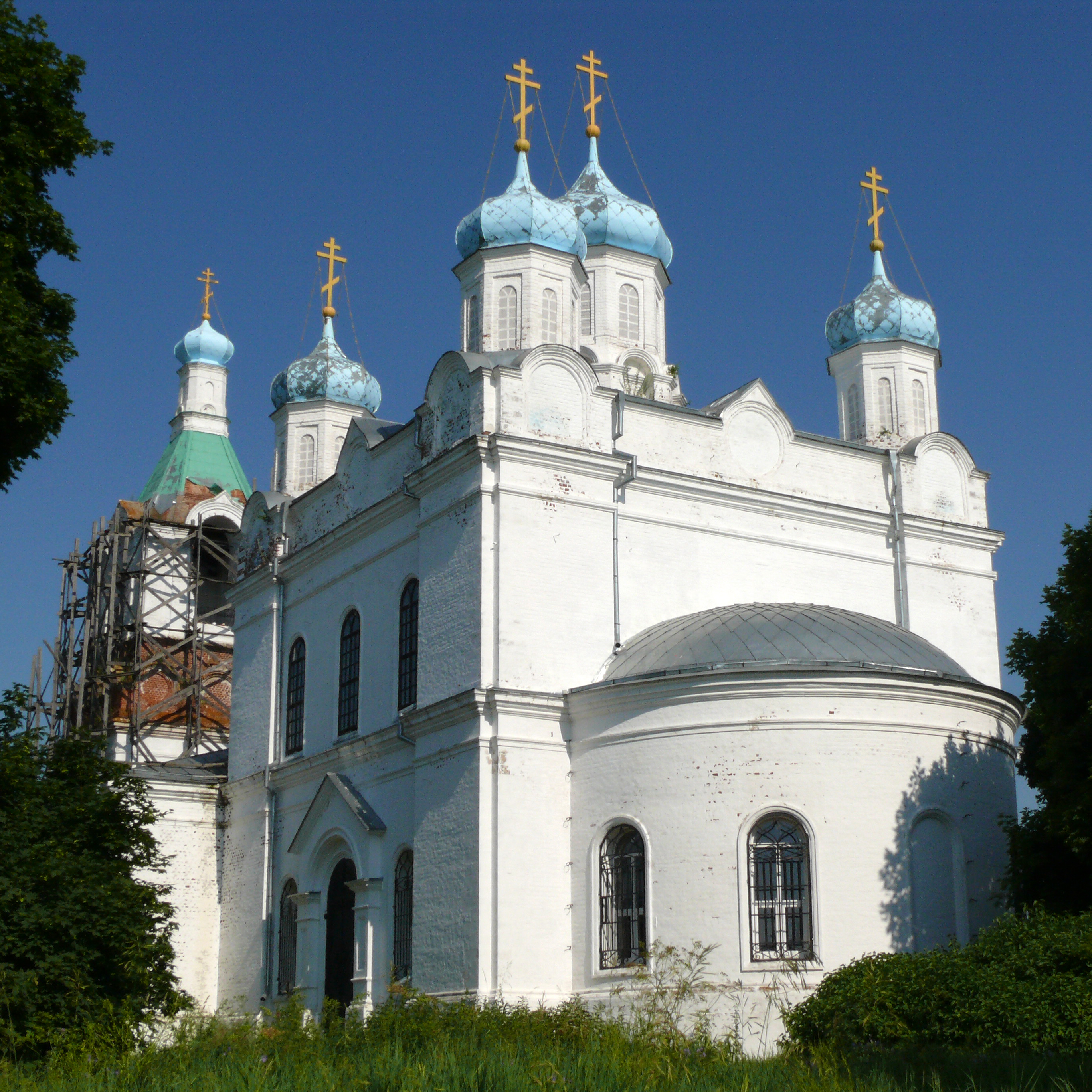
Никольская церковь. 2016 год

К 1870-м годам церковь совсем обветшала, и проводить службы в ней стало невозможно.
Храм был закрыт и разобран.
Прихожане и разные благотворители начали сбор средств для постройки нового каменного здания церкви.
Всего было собрано 60 тыс. рублей, что позволяло начать строительство.
В 1873 году церковь св. Николая Чудотворца была почти готова, а в 1889 году всё строительство было завершено полностью.
Рядом возвышалась колокольня, соединенная с храмом трапезной частью.
Внутри церковь расписана живописью на библейские темы.
Утварью и священными облачениями церковь была снабжена вполне достаточно.
Церкви принадлежали: деревянная сторожка на каменном фундаменте, сделанная из старой церкви.
В этой сторожке с 1879 по 1884 годы помещалась земская одноклассная школа для обучения приходских детей.
В сентябре 1889 в этом здании открыта женская одноклассная церковно-приходская школа для девочек.
Кроме того, при церкви в церковной каменной ограде в 1894 г. было выстроено новое каменное здание, в котором размещена была двухкомплектная церковно-приходская мужская школа.
В 1896 году с разрешения епархиального начальства, был открыт приют для призрения бедных прихожан.
К 1917 году церковь представляла собой каменное здание с такой же колокольней в одной связи.
После 1917 г. перерыв в службе был на 3 месяца с 25 декабря 1929 года по 20 марта 1930 года и на 3 года с 1939 по 1942 год.
В 1942 году церковь вновь начала действовать до 1958 года.
В 1990-х годах Никольская церковь вновь стала действующей.
Вместимость церкви — 1000—1500 человек.
Ценности и документы
- оловянные потир, дискос и дарохранительница, медная дарохранительница, деревянная дароносица с оловянным прибором, принадлежавшие древней печерниковской церкви.
- царские двери,
- несколько икон, уцелевших от неё и сохранившихся на чердаке церкви и в ризнице,
- Церковная библиотека включала в себя около 100 названий книг, преимущественно поучений и руководств по ведению служб и проповедей. Из книг заслуживаете внимания:
  - рукописная служба святителю митрополиту Алексию,
  - рукописный обиход с крюковыми нотами.
- метрические книги Николаевской печерниковской церкви 1780—1795 годов,
- метрические книги Николаевской церкви Козловских Выселок с 1802 года,
- исповедные книги — с 1830 года,
- обыскные книги — с 1817 года,
- указ консистории 1801 года о перенесении церкви из села Печерников в Козловские Выселки,
- храмозданная грамота 1869 года,
- частный план на церковную землю.

Штат
По штату в храме полагался один священник, один дьякон и один причетник.
Приделы
- главный — в честь святителя Николая Чудотворца,
- во имя святителя митрополита Московского и Всея Руси чудотворца Алексия (освящен 3 февраля 1872 года (или в 1873 году)),
- во имя святого благоверного князя Александра Невского (освящен 23 ноября 1888 года).

## Известные уроженцы
См. также Категория:Родившиеся в Печерниковских выселках
- Бехтин, Владимир Петрович (1923—1981) — Полный кавалер ордена Славы.
- Лавренов, Александр Филиппович (1920—1944) — Герой Советского Союза.
- Стренин, Фёдор Михайлович (1921—1948) — Герой Советского Союза.
- Филимонов Михаил Акимович (1920—1943) — Герой Советского Союза